# Sounds of the Universe
Sounds of the Universe è il dodicesimo album in studio del gruppo musicale britannico Depeche Mode, pubblicato il 17 aprile 2009 dalla Mute Records.
Il disco è stato pubblicato dalla Capitol Records negli Stati Uniti d'America e dalla EMI in Canada, costituendo così la prima volta nel catalogo della band che vede una distribuzione EMI nel Nord-America, dato che per gli album precedenti se ne erano occupate la Sire Records e la Reprise Records, due divisioni della Warner.
Sounds of the Universe ha ricevuto una nomination come Best Alternative Music Album ai Grammy Awards 2010, venendo battuto da Wolfgang Amadeus Phoenix dei Phoenix. Il design della copertina del disco è stato votato alla posizione numero dieci per il sondaggio Best Art Vinyl del 2009.

## Antefatti
Mentre Dave Gahan era ancora occupato con il suo album solista Hourglass (2007), Martin Gore stava lavorando a nuovi brani presso la sua casa studio situata a Santa Barbara, in California. Nel maggio del 2008 il trio è entrato in studio per registrare il materiale atto a comporre il dodicesimo album in studio. Il ruolo di produttore è stato nuovamente affidato a Ben Hillier, in quanto i Depeche Mode si erano ritenuti soddisfatti del suo lavoro svolto per il precedente Playing the Angel (2005).
Il gruppo ha descritto il tempo trascorso in studio come molto produttivo, dando infatti vita a 22 brani, ritenendo difficoltoso selezionare quelli maggiormente adatti a comporre la lista tracce finale. Cinque dei brani scartati dal disco sono stati inclusi nell'edizione box set. Brevi videoclip della band e del team di produzione durante il lavoro in studio venivano regolarmente pubblicati sul sito del gruppo.

## Descrizione
Sounds of the Universe presenta tredici brani. Al pari del precedente Playing the Angel, Gahan ha nuovamente scritto tre brani assieme a Christian Eigner e Andrew Phillpott: Hole to Feed, Come Back e Miles Away/The Truth Is. Spacewalker e la bonus track Esque sono strumentali. Gore canta con Gahan nei brani In Chains, Peace e Little Soul, mentre è solamente sua la voce in Jezebel e nella b-side The Sun and the Moon and the Stars, contenuta nel secondo disco del box set dell'edizione deluxe. La b-side Oh Well è la prima canzone in assoluto scritta a quattro mani da Gore e Gahan. L'album termina con una breve reprise di Wrong inclusa come traccia fantasma dopo Corrupt.

## Promozione
Dall'album sono stati estratti tre singoli: Wrong, Peace e Fragile Tension/Hole to Feed. Per il mercato statunitense è stato diffuso anche Perfect ma a scopo unicamente promozionale, senza alcuna distribuzione a livello commerciale.
In seguito la band ha intrapreso il Tour of the Universe, partito il 6 maggio 2009 dal Rockhal di Esch-sur-Alzette, e conclusosi il 27 febbraio 2010 alla Esprit Arena di Düsseldorf. Dai due concerti tenuti a Barcellona è stato tratto l'album video Tour of the Universe: Barcelona 20/21.11.09, distribuito nel 2010.

## Accoglienza
| Recensione           | Giudizio |
| -------------------- | -------- |
| Metacritic           | 70/100   |
| AllMusic             |          |
| The A.V. Club        | A-       |
| Entertainment Weekly | B+       |
| Los Angeles Times    |          |
| NME                  | 7/10     |
| Pitchfork            | 6.3/10   |
| PopMatters           | 5/10     |
| Rolling Stone        |          |
| Spin                 | 6/10     |
| The Times            |          |

Sounds of the Universe ha ricevuto critiche generalmente positive. Su Metacritic, che assegna un valore percentuale standardizzato alle recensioni dei critici del mainstream, l'album ha totalizzato un punteggio medio di 70, basato su 28 recensioni. Leah Greenblatt di Entertainment Weekly ha affermato che in Sounds of the Universe, i Depeche Mode «suonano ancora genuinamente ispirati», mentre Ned Raggett di AllMusic ha assegnato all'album quattro stelle su cinque, conclundendo che «Sounds of the Universe è un crescendo, che si basa su pochi ascolti per avere pienamente effetto, ma quando lo fa, dimostra che i Depeche Mode sono ancora in grado di combinare sonorità pop accessibili con la loro impronta nella musica "radicale" per un'era elettronica di sperimentazioni sonore e ricombinazioni». Assegnando all'album cinque stelle, Neil McCormick di The Daily Telegraph osserva che l'album «presenta i vincoli fantasiosi del rock basato principalmente sulla chitarra».
Tuttavia, Melissa Maerz di Rolling Stone ha ritenuto che «il risultato suona come una macchina del tempo che riporta agli anni ottanta», aggiungendo che «i Depeche Mode devono essere in bilico per un ritorno al passato, ma è ancora troppo presto per tirare fuori quei dolcevita neri». Bill Stewart di PopMatters ha dato 5/10 all'album, dicendo che i Depeche Mode «ci tentano con una forte prima metà per poi scaricarci in una collezione di b-side». Jon Caramanica ha scritto per il New York Times che nonostante l'album «manchi della fragilità di Some Great Reward del 1984 o della guadagnata capacità di Violator del 1990, è indubbiamente un tentativo di rivisitare il passato, ammirevole sia come un provocatorio atto di testardaggine sia come impegno audace», ma affermando anche che «sebbene nella sua forma più fantasiosa, questo è un riempitivo senza continuità dei Depeche Mode, musica che può essere fatta da un qualsiasi numero di assistenti».

## Tracce
Testi e musiche di Martin L. Gore, eccetto dove indicato.
1. In Chains – 6:53
2. Hole to Feed – 4:00 (Dave Gahan, Christian Eigner, Andrew Phillpott)
3. Wrong – 3:15
4. Fragile Tension – 4:12
5. Little Soul – 3:31
6. In Sympathy – 4:55
7. Peace – 4:31
8. Come Back – 5:16 (Dave Gahan, Christian Eigner, Andrew Phillpott)
9. Spacewalker – 1:55
10. Perfect – 4:33
11. Miles Away/The Truth Is – 4:16 (Dave Gahan, Christian Eigner, Andrew Phillpott)
12. Jezebel – 4:42
13. Corrupt – 9:00 – contiene la traccia fantasma Interlude #5 (Wrong Reprise)

Traccia bonus nell'edizione giapponese
1. Oh Well – 5:59 (Martin L. Gore, Dave Gahan)

Traccia bonus nell'edizione di iTunes
1. Oh Well (Black Light Odyssey Dub) – 5:02 (Martin L. Gore, Dave Gahan)

Tracce bonus nell'edizione deluxe di iTunes
1. Jezebel (Six Toes Remix) – 5:31
2. Little Soul (Thomas Fellman Flowing Ambient Mix) – 9:19
3. In Chains (Minilogue's Earth Remix) – 7:53
4. Wrong (Video) – 3:23
5. Sounds of the Universe - A Short Film (Video) – 10:05

DVD bonus nell'edizione speciale
- Visual

1. Sounds of the Universe (A Short Film) – 10:05
2. Wrong (Video) – 3:18

- Audio

1. Sounds of the Universe (Dolby & DTS 5.1 Surround Sound) – 54:49
2. In Chains (Minilogue's Earth Remix) – 7:52
3. Little Soul (Thomas Fehlmann Ambient Mix) – 9:21
4. Jezebel (SixToes Remix) – 5:32

Contenuto bonus nell'edizione box set
- CD 2 – Bonus Tracks/Remixes

1. Light – 4:44
2. The Sun and the Moon and the Stars – 4:41
3. Ghost – 6:26
4. Esque – 2:17
5. Oh Well – 6:02 (Martin L. Gore, Dave Gahan)
6. Corrupt (Efdemin Remix) – 6:29
7. In Chains (Minilogue's Earth Remix) – 7:54
8. Little Soul (Thomas Fehlmann Flowing Ambient Mix) – 9:20
9. Jezebel (SixToes Remix) – 5:33
10. Perfect (Electronic Periodic Dark Drone Mix) – 5:21
11. Wrong (Caspa Remix) – 5:04

- CD 3 – Demos

1. Little 15 – 4:16
2. Clean – 3:42
3. Sweetest Perfection – 3:23
4. Walking in My Shoes – 3:22
5. I Feel You – 4:03
6. Judas – 3:25
7. Surrender – 5:00
8. Only When I Lose Myself – 5:25
9. Nothing's Impossible – 5:02 (Dave Gahan, Christian Eigner, Andrew Phillpott)
10. Corrupt – 4:41
11. Peace – 4:34
12. Jezebel – 4:38
13. Come Back – 5:09 (Dave Gahan, Christian Eigner, Andrew Phillpott)
14. In Chains – 4:33

- DVD

1. Making the Universe / Film – 45:23
2. Usual Thing, Try and Get the Question in the Answer – 55:12
3. Sounds of the Universe (A Short Film) – 10:05
4. Wrong (Promo Video) – 3:25
5. Studio Sessions – 20:25
6. Sounds of the Universe (13 Tracks 5.1 Surround Sound Dolby Digital & DTS) – 54:49
7. Bonus Tracks in 5.1 Surround Sound Dolby Digital & DTS – 24:01

## Formazione
Hanno partecipato alle registrazioni, secondo le note di copertina:
Gruppo
- Martin Gore – strumentazione, voce, voce principale (traccia 12)
- Andy Fletcher – strumentazione
- Dave Gahan – voce

Altri musicisti
- Luke Smith – programmazione
- Christian Eigner – programmazione originale (tracce 2, 8 e 11), batteria (tracce 2 e 4)
- Andrew Phillpott – programmazione originale (tracce 2, 8 e 11)

Produzione
- Ben Hillier – produzione
- Tony Hoffer – missaggio
- Ferg Peterkin – ingegneria del suono
- Josh Garcia – assistenza tecnica (Santa Barbara)
- Jesse Gladstone – assistenza tecnica (New York)
- Anthony Palazzole – assistenza al missaggio
- Sie Medway-Smith – assistenza alla pre-produzione
- Stephen Marcussen – mastering
- Anton Corbijn – direzione artistica, fotografia, design copertina
- ShaughnessyWorks – design
- Tea Design – artwork

## Successo commerciale
Sounds of the Universe ha debuttato alla posizione numero due nella classifica britannica con una vendita pari a 30 537 copie, segnando la più alta posizione del gruppo dai tempi di Ultra nel 1997. Negli Stati Uniti d'America, l'album ha debuttato alla terza posizione della Billboard 200, vendendo 80 000 copie nella prima settimana. Tuttavia è rimasto solo una settimana nelle top ten di Regno Unito e Stati Uniti e, al pari del precedente Playing the Angel, ha trascorso solamente quattro settimane nella classifica britannica in generale. A dispetto dell'alta posizione in classifica, Sounds of the Universe è diventato l'album meno venduto del gruppo nel Regno Unito.
L'album è arrivato alla posizione numero 200 della classifica di fine anno stilata da Billboard, e a novembre 2012 è risultato che abbia venduto 193 000 copie negli Stati Uniti d'America stando a Nielsen SoundScan.

## Classifiche
| Classifica (2009)              | Posizione massima |
| ------------------------------ | ----------------- |
| Australia                      | 32                |
| Austria                        | 1                 |
| Belgio (Fiandre)               | 2                 |
| Belgio (Vallonia)              | 2                 |
| Canada                         | 3                 |
| Danimarca                      | 1                 |
| Europa                         | 1                 |
| Finlandia                      | 1                 |
| Francia                        | 2                 |
| Germania                       | 1                 |
| Grecia                         | 2                 |
| Irlanda                        | 3                 |
| Italia                         | 1                 |
| Messico                        | 1                 |
| Norvegia                       | 2                 |
| Nuova Zelanda                  | 31                |
| Paesi Bassi                    | 7                 |
| Polonia                        | 1                 |
| Portogallo                     | 2                 |
| Regno Unito                    | 2                 |
| Repubblica Ceca                | 1                 |
| Spagna                         | 1                 |
| Stati Uniti                    | 3                 |
| Stati Uniti (alternative)      | 1                 |
| Stati Uniti (dance/electronic) | 1                 |
| Stati Uniti (rock)             | 1                 |
| Svezia                         | 1                 |
| Svizzera                       | 1                 |
| Ungheria                       | 1                 |